# Latarnia morska Porquerolles
Latarnia morska Porquerolles (fr. Phare de Porquerolles, Phare du cap d'Arme) – francuska latarnia morska na przylądku Cap d'Arme na wyspie Porquerolles, leżącej w archipelagu Îles d'Hyères na Morzu Śródziemnym, administracyjnie podlegającym pod gminę Hyères. 

## Informacje ogólne
Latarnia została zlokalizowana w najbardziej wysuniętym na południe punkcie wyspy, a widok obejmuje całą wyspę: wzgórza Langoustier, fort św. Agaty i klify południowego wybrzeża. Widoczny jest także stały ląd, m.in. reda portu w Hyeres i masyw Maures.

## Dane techniczne
- Położenie: 42°59'00" N 6°12'22" E
- Wysokość wieży: 20,6 m
- Wysokość budynku: 22,4 m
- Wysokość światła: 84,6 m n.p.m.
- Zasięg nominalny światła: 29 Mm (53,7 km)
- Charakterystyka światła: Błyskowe grupowe (dwa błyski co 10 s)
- Reflektor: halogenowy, o mocy 1000 W[1]

## Historia
Obiekt został zbudowany w 1823 roku, przy czym prawne uregulowanie własności terenu trwało aż do 1852 roku.
Obecna charakterystyka światła obowiązuje od 20 lutego 1906, kiedy to zainstalowano soczewkę Fresnela o ogniskowej 700 mm. Latarnia morska została ocalona od zniszczenia w 1944 roku dzięki odwadze ówczesnego latarnika, Josepha Pellegrino, za co został odznaczony orderem Legii Honorowej. W 1971 roku latarnia została zautomatyzowana.